# Columna del Congreso
La Columna del Congreso (en francés: Colonne du Congrès; en neerlandés: Congreskolom) es un monumento situado en la Plaza del Congreso en Bruselas, Bélgica. Conmemora la formación del Estado belga y la constitución por el Congreso Nacional en 1830. Fue erigido por iniciativa de Charles Rogier con un diseño de Joseph Poelaert entre 1850 y 1859. Se inspiró en la columna de Trajano en Roma.
La columna con la estatua del rey Leopoldo I de Bélgica incluida, tiene una altura total de 47 m. Una escalera de caracol de 193 escalones en el interior de la columna conduce a una plataforma que rodea el pedestal de la estatua del rey Leopoldo I.